# 御幸通 (周南市)
御幸通（みゆきどおり）は、山口県周南市の地名である。

## 概要
徳山駅の在来口駅前大通り沿いのオフィスエリアである。

## 施設

### 企業
- 中国新聞防長本社
- 徳山郵便局

## 交通

### 鉄道
- JR西日本徳山駅（■山陽本線■岩徳線）

### 新幹線
- JR西日本徳山駅（ 山陽新幹線）

### 道路
- 山口県道52号徳山港線
- 山口県道53号徳山停車場線